# Minta-Gymnasium Budapest
Das Minta-Gymnasium Budapest (Minta bedeutet Modell) war eine 1872 von Mór Kármán gegründete staatliche weiterführende Schule zur Lehrerausbildung in Budapest, die um 1900 herum ähnlich wie das Fasori Evangélikus Gimnázium einige nach späterer Emigration bekannt gewordene Wissenschaftler hervorbrachte. Nachfolger ist die der Eötvös-Loránd-Universität angeschlossene Ausbildungsschule „ELTE Trefort Ágoston Gyakorlóiskola“, gelegen an der nach Ágoston von Trefort benannten Straße.

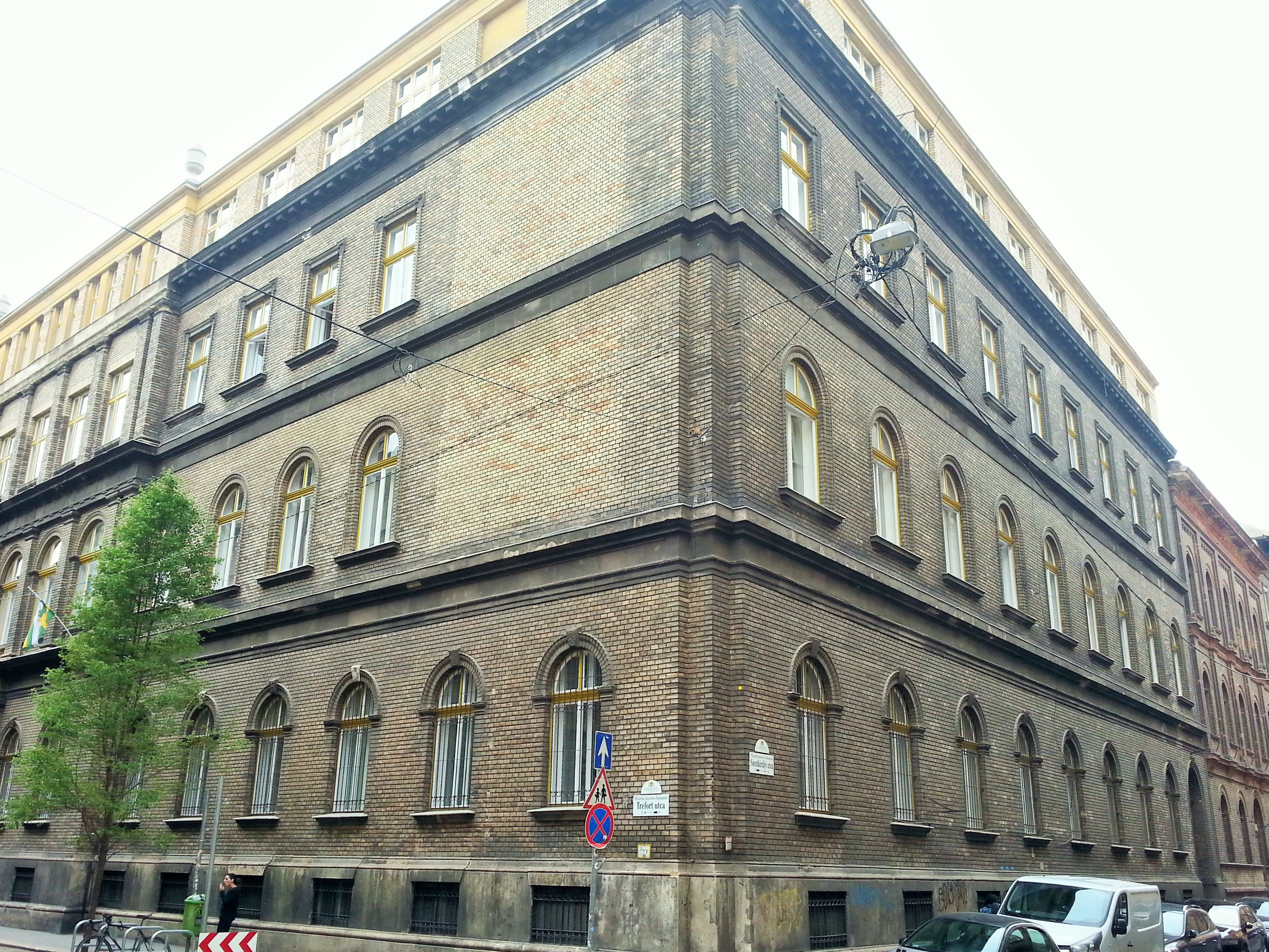
Gebäude im Jahr 2022

## Schüler
- Theodore von Kármán (1881–1963), Mathematiker, 1891–1899
- Thomas Balogh (1905–1985) und Nicholas Kaldor (1908–1986), Wirtschaftswissenschaftler, Abschluss in den 1920er Jahren
- Alfréd Rényi (1921–1970), Mathematiker
- Peter Lax (1926–2025), Mathematiker
- Michael Polanyi (1891–1976), Physik-Chemiker, Abschluss 1908
- Karl Polanyi (1886–1964), Historiker
- Géza Schay (* 1934), Mathematiker, 1913–1918
- Nicholas Kurti (1908–1998), Physiker
- Edward Teller (1908–2003), Physiker, 1917–1925
- Leo Szilard (1898–1964), Physiker
- Thomas Szasz (1920–2012), Psychiater